# Charops obscurior
Charops obscurior là một loài tò vò trong họ Ichneumonidae.